# 章朝栻
章朝栻（1757年—1811年），字端應，号倣軒，福建連江松岭人，清朝政治人物，同進士出身。
乾隆四十五年（1780年）登進士，擔任国子监典簿。